# Alan Gratz
Alan Michael Gratz (Knoxville, 27 de janeiro de 1972) é um autor de livros infantojuvenis estadunidense, conhecido por ter escrito Prisioneiro B-3087, Code of Honor, Grenade, Something Rotten, e Refugee.
Alan nasceu em Knoxville, Tennessee. Ele tem bacharelado em Escrita criativa e mestrado em Educação Inglesa pela Universidade do Tennessee.

## Trabalhos publicados
- Samurai Shortstop (Dial Books, 2006)[2]
- Something Rotten (Dial, 2007)[3]
- The Brooklyn Nine: A novel in nine innings (Dial, 2010)
- Fantasy Baseball (Dial, 2011)
- Starfleet Academy: The Assassination Game (Simon Spotlight, 2012)
- Prisoner B-3087 (Scholastic, 2013)[4]
- The League of Seven (Tor Forge, 2014)
- The Dragon Lantern: A League of Seven Novel (Tor Forge, 2015)
- Code of Honor (2015)
- The Monster War: A League of Seven Novel (Tor Forge, 2016)
- Projekt 1065 (Scholastic, 2016)
- Ban This Book (Tor Forge, 2017)
- Refugee (Scholastic, 2017)
- Grenade (Scholastic, 2018)
- Allies (Scholastic, 2019)
- Resist   (Scholastic, 2020)
- Ground Zero (Scholastic, 2021)
- Two Degrees (Scholastic, 2022)

## Honras e prêmios
- Finalista, Concurso Marguerite de Angeli (2002)
- Co-vencedor, Kimberly Colen Memorial Grant da SCBWI (2003)[5]
- Vencedor do Prêmio Nacional do Livro Judaico na categoria Literatura para Jovens Adultos por seu livro Refugee (2017)[6]
- Vencedor do Young Hoosier Book Award de 2019–2020 (níveis intermediários) por Refugee[7]
- Buxtehuder Bulle de 2020[8]